# Zielony Sztandar
Zielony Sztandar – polski tygodnik związany z ruchem ludowym, wydawany od 1931 roku. Od 2019 roku dwutygodnik, a od października 2022 miesięcznik.

## Historia
Zielony Sztandar powstał jako tygodnik związany ze Stronnictwem Ludowym (Stronnictwo Ludowe powstało z połączenia PSL Piast, PSL Wyzwolenie i Stronnictwa Chłopskiego) i wydawany był w latach 1931–1939. Redaktorem pisma był Maciej Rataj. Po wybuchu II wojny światowej tygodnik został zawieszony 3 września 1939 roku. Za kontynuację pisma w latach okupacji można uznać wydawany na przełomie 1942 i 1943 roku w Londynie przez grupę działaczy ludowych dwutygodnik w języku polskim i angielskim „Zielony Sztandar – The Green Banner”. W kraju wznowiono wydawanie pisma 17 września 1944 roku w Lublinie, od 1945 roku w Łodzi, a od 1946 w Warszawie. Stał się organem Naczelnego Komitetu Wykonawczego prokomunistycznego Stronnictwa Ludowego. Od 1949 roku był periodykiem Naczelnego Komitetu Wykonawczego Zjednoczonego Stronnictwa Ludowego. W latach 1956–1988 wydawany dwa razy w tygodniu. W 1990 roku został przejęty przez Polskie Stronnictwo Ludowe.
Wydawcą „Zielonego Sztandaru” było przez wiele lat Wydawnictwo Ludowe Sp. z o.o., a od 2017 r. jest Green Light Media Sp. z o.o.. Redaktorem naczelnym pisma jest Robert Matejuk.
W 2011 roku „Zielony Sztandar” obchodził jubileusz 80-lecia (1931–2011). Z tej okazji został powołany Honorowy Komitet ds. Obchodów Jubileuszu 80 lat „Zielonego Sztandaru” w skład którego weszło 80 osób. Jego przewodniczącym został Waldemar Pawlak, a wiceprzewodniczącymi Władysław Bartoszewski oraz Henryk Strzelecki. Powołano również Roboczy Zespół Redakcyjny Honorowego Komitetu ds. Obchodów Jubileuszu 80 lat „Zielonego Sztandaru”, którego przewodniczącym został Rafał Zarycz, a wiceprzewodniczącymi Teofil Józef Stanisławski oraz Łukasz Krawcewicz. Komitet ten przygotował specjalny, historyczny numer jubileuszowy „Zielonego Sztandaru” z okazji 80-lecia gazety.
W 2014 roku Zielony Sztandar zaczął być wydawany także w wersji multimedialnej.
Od 2019 roku ukazywał się jako dwutygodnik, a od października 2022 jako miesięcznik.

## Redaktorzy naczelni
- Maciej Rataj (1931–1939)
- Stanisław Ziemak (1944)
- Jan Aleksander Król (1945–1946)
- Kazimierz Korcelli (1946)
- Władysław Kowalski (1946–1947)
- Andrzej Waleron (1947–1948)
- Henryk Dzendzel (1948–1949)
- Stanisław Jagiełło (1950–1951)
- Jan Szkop (1951–1956)
- Mieczysław Grad (1956–1968)
- Feliks Starzec (1968–1974)
- Izydor Adamski (1974–1980)
- Tadeusz Kisielewski (1980–1981)
- Edward Gołębiowski (1982–1983)
- Waldemar Winkiel (1983–1984)
- Adam Orłowski (1984–1986)
- Eugeniusz Jabłoński (1986–1989)
- Paweł Popiak (1989–1997)
- Jan Odorczuk (1997)
- Ryszard Miazek (1998–2000)
- Jolanta Ball (2000–2002)
- Michał Mońko (2002)
- Walentyna Rakiel-Czarnecka (2002–2003)
- Krzysztof Lewandowski (2003)
- Magdalena Foland (2004–2005)
- Ryszard Janusz Baj (2005–2006)
- Robert Matejuk (od 2006)